# Moatize
Moatize è un centro abitato del Mozambico, situato nella Provincia di Tete.